# Blind ermittelt – Die nackte Kaiserin
Blind ermittelt – Die nackte Kaiserin ist ein österreichisch-deutscher Fernsehfilm der Krimireihe Blind ermittelt aus dem Jahr 2022 von Katharina Mückstein mit Philipp Hochmair, Andreas Guenther und Jaschka Lämmert in den Hauptrollen. Die ORF-Erstausstrahlung erfolgte am 23. April 2022. Im Ersten wurde der Film erstmals am 28. April 2022 unter dem Titel Der Wien-Krimi: Blind ermittelt – Die nackte Kaiserin gezeigt. Auf Flimmit wurde der Film am 16. April 2022 veröffentlicht.

## Handlung
Im siebenten Fall des Duos Alexander „Alex“ Haller und Nikolai „Niko“ Falk ermitteln diese in einem Raubmord, bei dem das letzte Foto von Kaiserin Elisabeth von Österreich-Ungarn aus dem Jahr 1898 verschwunden ist. Auf der Aufnahme, die den nackten Leichnam der ermordeten Kaiserin zeigt, soll angeblich ein Fluch liegen. Demnach soll jeder, der die Aufnahme ansieht, selbst ums Leben kommen. 
Nachdem Charlotte Binder, die Urenkelin des damaligen Hoffotografen, nach dem Tod ihres Vaters in den Besitz der Fotoplatte kommt, wird ihr Ehemann Navid Moradi-Binder mit einem Brieföffner erstochen und die Fotoplatte entwendet. Das Foto soll dazumals von Hoffotograf Binders Assistenten Kralik heimlich und ohne Erlaubnis in der Leichenhalle aufgenommen worden sein. Laut Frau Nowak, einer Bekannten von Charlotte, soll Kralik selbst bald darauf verstorben sein. Von dem Foto wussten unter anderem Gerlinde Wimmer vom Bildarchiv der Österreichischen Nationalbibliothek, die das Foto, das an den Staat zurückgehen sollte, übernehmen sollte sowie die Sachverständige und die Nachbarn Norbert und Tina Steiner. 
Sonderermittler Alexander Haller und sein Partner Niko Falk vermuten, dass jemand die Aufnahme auf dem Schwarzmarkt verkaufen möchte. Als mögliche Täter kommt für Haller auch ein Sisi-Fan in Frage oder jemand der aus moralischen Gründen verhindern möchte, dass das Foto an die Öffentlichkeit kommt.
Niemand will zum Tatzeitpunkt einen flüchtigen Täter gesehen haben, auch auf den Überwachungskameras ist niemand zu sehen. Haller vermutet, dass sich der Täter am Dach des Hauses, wo Ermittlerin Laura Janda die Tatwaffe findet, versteckt hat und erst später über das Außengerüst den Tatort verlassen hat. Haller und Janda verdächtigen daher den Handwerker Tobias Meindl, der kurz nach der Tat am Tatort gesehen wurde und dort angegeben hatte, Arbeiten durchführen zu müssen.
Meindl gesteht den Mord an Navid Moradi-Binder, er wollte eigentlich nur das Foto entwenden, allerdings hatte Moradi-Binder Widerstand geleistet. Haller findet heraus, dass Meindl eine Affäre mit Charlotte hatte und vermutet, dass Meindl die Schuld nur als Liebe auf sich genommen hatte. Bald darauf wird Charlotte tot aufgefunden, nachdem sie ebenfalls einen Blick auf das Foto geworfen hatte.
Die Sachverständige findet heraus, dass die von der Polizei sichergestellte Fotoplatte aus Verbundglas, das damals noch nicht erfunden war, besteht und es sich somit um eine Fälschung handelt. Haller vermutet, dass die mittlerweile untergetauchten Steiners die Bilder gefälscht und ausgetauscht hatten und gemeinsame Sache mit Navid Moradi-Binder gemacht hatten. Der Handwerker hatte somit die Fälschung gestohlen. Charlotte könnte die Fälschung erkannt haben, es könnte in der Folge zu einer Auseinandersetzung mit den Steiners gekommen sein, im Zuge eines Streits mit den Steiners könnte sie über den Balkon in den Tod gestürzt sein.
Dem Kunsthändler Wolfgang Gansmeir, der mit k.u.k.-Devotionalien handelt, wird das Foto um 1,5 Millionen in einem Anruf am Anrufbeantworter per Prepaid-Handy zum Kauf angeboten. Laut Stimmenerkennung dürfte es sich beim Anrufer um Norbert Steiner handeln. Die Übergabe des Fotos soll auf einem k.u.k.-Kostümball, wo alle Gäste (unabhängig vom Geschlecht) entweder als König Ludwig von Bayern oder als Sisi kostümiert sind, stattfinden. Unter den Ballgästen findet sich neben Gansmeir auch Archivarin Gerlinde Wimmer, Jandas Assistent Peter Lassmann erscheint am Ball als einziger als Kaiser Franz Josef.
Gansmeir schenkt das Foto, das andernfalls an den Staat zurückgehen würde, am Ball Gerlinde Wimmer, um es an der Polizei vorbei aus dem Saal zu schmuggeln und es sich später bei ihr zurückzuholen. Die Steiners werden festgenommen, laut Norbert Steiner war die Fälschung die Idee von Navid. Nobert Steiner gesteht, Charlotte über den Balkon gestoßen zu haben.

## Produktion

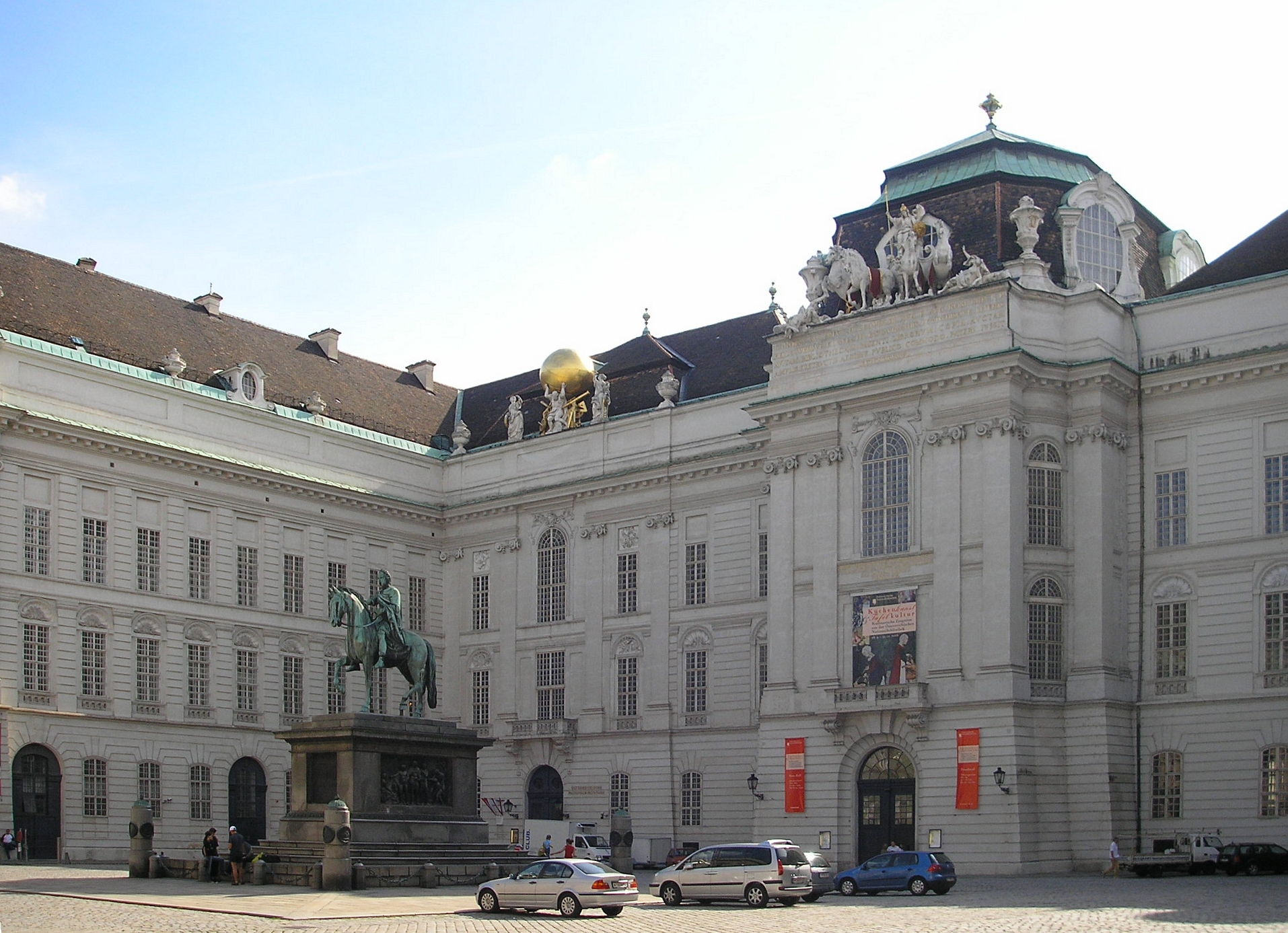
Einer der Drehorte: Die Österreichische Nationalbibliothek in der Hofburg

Die Dreharbeiten fanden gemeinsam mit der sechsten Folge Tod im Prater (Arbeitstitel Geisterbahn) vom 27. September bis zum 26. November 2021 statt. Gedreht wurde in Wien und Umgebung.
Produziert wurde der Film von der österreichischen Mona Film und deutschen Tivoli Film der Produzenten Thomas Hroch und Gerald Podgornig. Beteiligt waren der Österreichische Rundfunk und die ARD (Degeto Film), unterstützt vom Fernsehfonds Austria und dem Filmfonds Wien.
Die Kamera führte Michael Schindegger. Für das Kostümbild zeichnete Theresa Ebner-Lazek verantwortlich, für das Szenenbild Katharina Haring und Vesna Muhr, für den Ton Hjalti Bager-Jonathansson, für das Maskenbild Heike Sekera und Andreas Meixner und für das Casting Nicole Schmied.

## Rezeption

### Kritiken
Tilmann P. Gangloff vergab auf tittelbach.tv für die Folgen sechs und sieben 4,5 von sechs Sternen. Die beiden Episoden seien wie aus einem Guss, auch aufgrund der Regisseurin Katharina Mückstein, die beide Filme inszeniert hat. Die Drehbücher erfreuten durch eine Fülle an teilweise amüsanten Details, die zunächst wie kleine Heiterkeiten wirken, später jedoch entscheidend zu den Lösungen beitragen. Imposant seien auch die Schauplätze und klasse das Zusammenspiel von Philipp Hochmair und Andreas Guenther.
Harald Keller meinte in der Frankfurter Rundschau, dass diese Folge gegenüber Tod im Prater merklich abfalle. Schon die Farbcharakteristik sei eine andere, und dem Drehbuchautor unterliefen einige Ausrutscher in den Dialogen. Der Film sei wortlastiger und weniger raffiniert in der Bildführung, die kriminalistische Intrige aber gekonnt vertüftelt.
tvspielfilm.de urteilte: „Leicht skurriler Fall mit Spannung und viel Wiener Charme“.

### Einschaltquoten
Bei der Erstausstrahlung von Die nackte Kaiserin am 28. April 2022 verfolgten in Deutschland insgesamt 5,20 Millionen Zuschauer die Filmhandlung, was einem Marktanteil von 18,9 Prozent für Das Erste entsprach. In der als Hauptzielgruppe für Fernsehwerbung deklarierten Altersgruppe von 14–49 Jahren erreichte Die nackte Kaiserin 0,54 Millionen Zuschauer und damit einen Marktanteil von 8,2 Prozent in dieser Altersgruppe.